# Peter-Paulfästningen
| Exteriör och interiör av Peter-Paulkatedralen. |  | Exteriör och interiör av Peter-Paulkatedralen. |
| Exteriör och interiör av Peter-Paulkatedralen. |  |                                                |

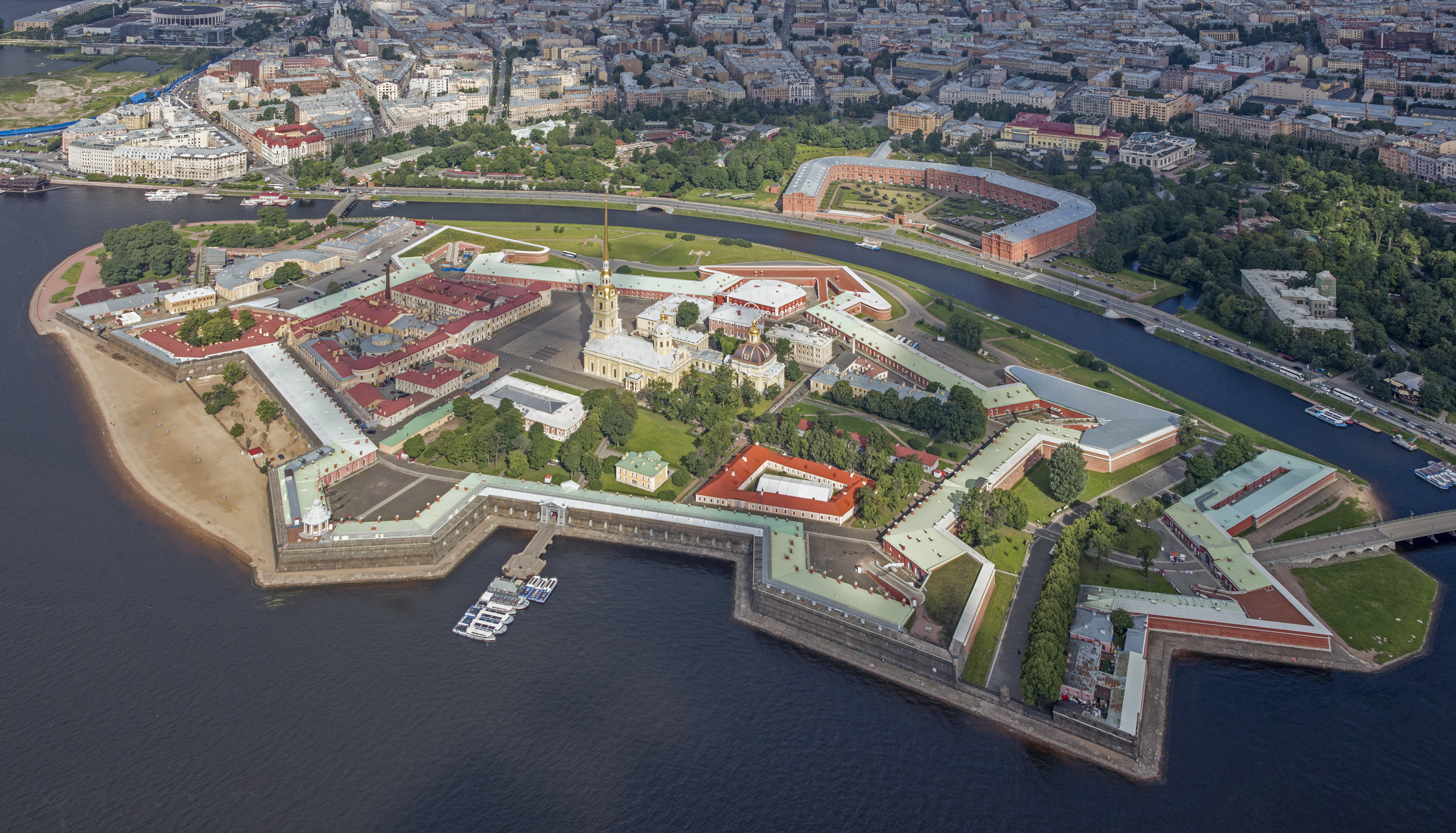
Flygbild över Peter-Paulfästningen.

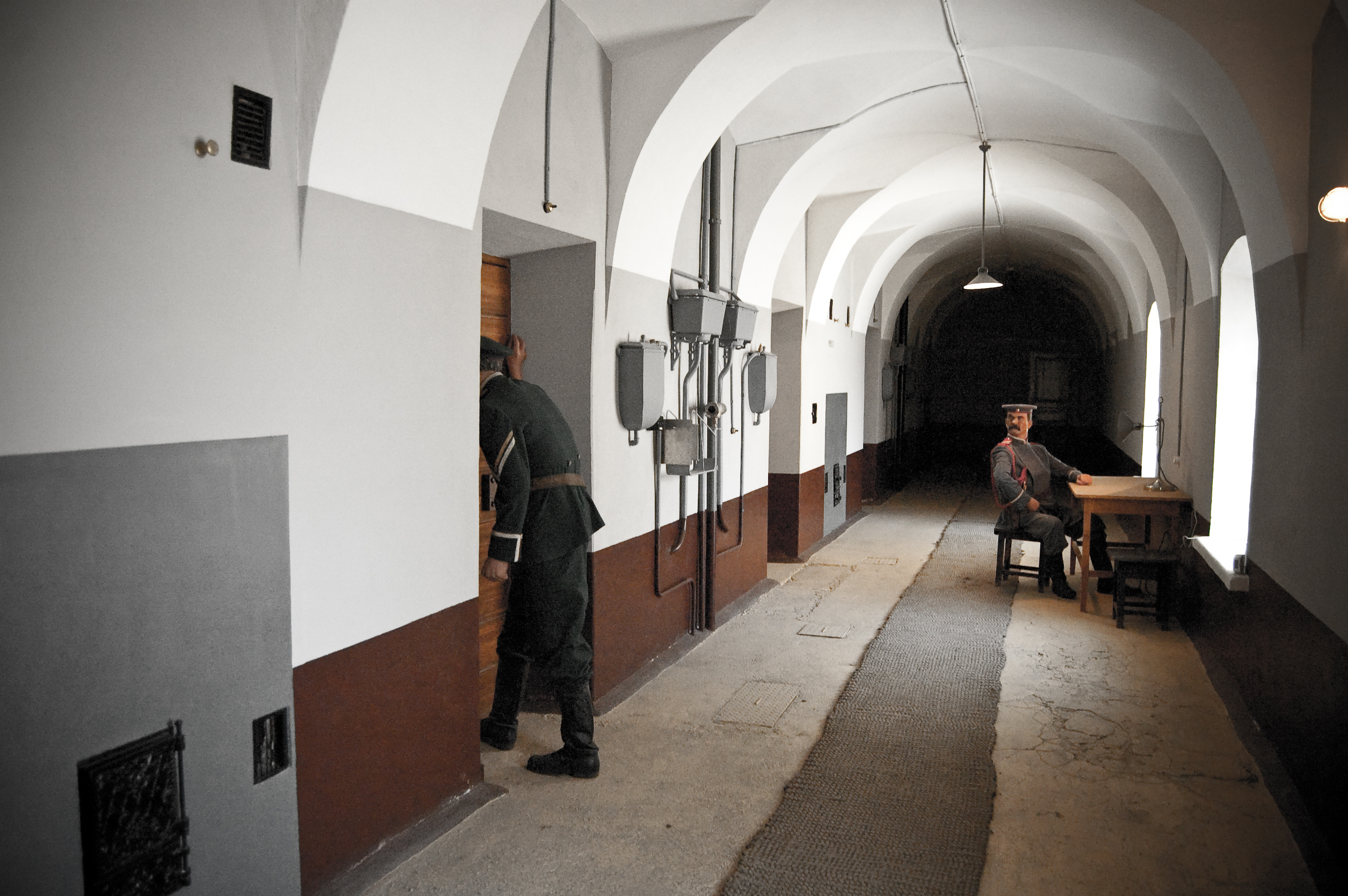
Fängelset i Trubetskojbastionen, foto 2011

Peter-Paulfästningen (ryska Петропавловская крепость, Petropavlovskaja krepost) är Sankt Petersburgs äldsta del och en av stadens främsta sevärdheter. Den rymmer såväl den storslagna Peter-Paulkatedralen som övergivna fängelsehålor och en liten strand som året runt samlar stora skaror solbadare.

## Historia
Peter-Paulsfästningen uppfördes 1703 av Peter den store. Det är också det officiella året för grundandet av Sankt Petersburg. Fästningen byggdes under det Stora nordiska kriget för att skydda huvudstaden från svenska angrepp.
Peter-Paulkatedralen som ligger i fästningen ritades av arkitekten Domenico Trezzini och uppfördes mellan 1713 och 1732. Intill katedralen finns ett gravkapell som började byggas 1896.  I katedralen och kapellet ligger sedan Peter den stores tid de flesta tsarerna och deras familjemedlemmar begravda.
Större delen av fästning blev museum 1924. Fästningen liksom St Petersburgs historiska innerstad tillhör Unescos Världsarv.

## Fängelset
Delar av fästningen användes från 1720-talet fram till några år efter revolutionen 1917 som fängelse. Det var ökänt som fängelse för politiska fångar. Fortets sydvästra bastion, kallad Trubetskojbastionen, var den största fängelseavdelningen. Den nordvästra delen av fästningen, Alexisravelinen, var också fängelse. I dessa internerades dekabrister efter upproret 1825, polacker som deltagit i det polska Novemberupproret 1830–1831 och medlemmar av partiet Narodnaja volja som låg bakom attentaten mot tsarerna på 1880-talet. Författarna Fjodor Dostojevskij (1821–1881) och Maksim Gorkij (1868–1936), revolutionären Michail Bakunin (1814–1876), anarkisten Peter Kropotkin (1842–1921) och kommunisten Lev Trotskij (1879–1940) är några av de mest namnkunniga personer som suttit fängslade i Peter-Paulfästningen. Även den finske generallöjtnanten Waldemar Schauman satt häktad här några månader 1904 efter hans sons (Eugen Schauman) attentat mot den ryske generalguvernören Nikolaj Bobrikov i Finland. Efter den ryska revolutionen 1917 internerades här medlemmar i Aleksandr Kerenskijs regering och oppositionella till Vladimir Lenin.